# The Vagaries of Fate
The Vagaries of Fate è un cortometraggio muto del 1914 diretto da Edgar Jones.

## Produzione
Il film fu prodotto dalla Lubin Manufacturing Company.

## Distribuzione
Distribuito dalla General Film Company, il film uscì nelle sale cinematografiche USA il 6 febbraio 1914.